# Dulce Almada Duarte
Maria Dulce de Oliveira Almada Duarte, née en 1933 et morte le 19 août 2019, est une résistante capverdienne membre du parti africain pour l'indépendance de la Guinée et du Cap-Vert (PAIGC).

## Biographie

### Jeunesse et éducation
Duarte est née en 1933 sur l'île de São Vicente. Plus tard, elle a étudié les langues Romanes à l'Université de Coimbra. Elle a soutenu l'idée de l'anticolonialisme et soutenu la lutte pour l'indépendance du Cap-Vert et de la Guinée portugaise (maintenant Guinée-Bissau).

### La lutte pour la résistance
Elle est retournée au Cap-Vert en 1959, mais seulement pour un court laps de temps. Elle n'a pas été autorisée à aller en Guinée portugaise. Duarte visite la France, et a fréquenté l' Université de Caën. Plus tard, elle est allée en l'Algérie et au Maroc et ensuite au Sénégal et en Guinée avant de rejoindre directement le PAIGC.
Dans sa lutte pour l'indépendance, elle a effectué diverses tâches. Elle a même eu une entrevue à la radio et à la co-production d'une émission de radio en portugais pour démoraliser les troupes coloniales et soutenir les combattants de la résistance. Elle a écrit un certain nombre d'articles pour Libertação (Libération) pour le PAIGC, elle a traduit des œuvres réalisées par Amilcar Cabral en français. Elle a également travaillé avec son futur mari Abílio Duarte, un combattant pour le PAIGC.

### Après l'indépendance
Après l'indépendance, elle a travaillé dans différents ministères, notamment le Ministère de la Culture et de l'Éducation.
Plus tard, elle s'est concentrée sur sa discipline originale en langue romane et linguistique, et a publié de nombreux ouvrages en créole du Cap-Vert. De son propre aveu, elle a soutenu l'officialisation de la Créole du Cap-vert.
Elle vit actuellement à Belo Horizonte, Minas Gerais au Brésil.

## Travaux
- Cabo Verde. Traduzir para o estudo do dialecto falado pas seu arquipélago (1961)
- Bilinguismo ou de Diglossie [Bilinguisme ou de Diglossie] (1998)